# منتخب غينيا لكرة القدم للسيدات
منتخب غينيا الوطني لكرة القدم للسيدات (بالفرنسية: Équipe de Guinée féminine de football)‏ هو ممثل غينيا الرسمي في المنافسات الدولية في كرة القدم للسيدات، يديريه اتحاد غينيا لكرة القدم.